# Asclettin (comte normand de Sicignano et de Polla)
 (signalé en juillet 2025).
Si vous disposez d'ouvrages ou d'articles de référence ou si vous connaissez des sites web de qualité traitant du thème abordé ici, merci de compléter l'article en donnant les références utiles à sa vérifiabilité et en les liant à la section « Notes et références ».
- Archive Wikiwix
- Bing
- Cairn
- DuckDuckGo
- E. Universalis
- Gallica
- Google
- G. Books
- G. News
- G. Scholar
- Persée
- Qwant
- (zh) Baidu
- (ru) Yandex
- (wd) trouver des œuvres sur Wikidata

Pour les articles homonymes, voir Asclettin.
Asclettin (XIe siècle) est un comte normand de Sicignano et de Polla, en Italie.
Il vivait à l'époque de Robert Guiscard.
Il était marié à une noble lombarde nommée Sykelgaite, fille de Pandulf de Capaccio.
En 1086, il est cité dans un document comme ayant fait le don du monastère San Pietro et de l'église Santa Caterina, de Polla, aux Bénédictins de la cité de Cava dei Tirreni.